# Ндука, Усим
У́сим Чарльз Нду́ка (англ. и азерб. Usim Charles Nduka; 23 сентября, 1985, Лагос, Нигерия) — азербайджанский футболист нигерийского происхождения, защитник.  В 2005 году футболист подписал контракт с азербайджанским АЗАЛом.
С 2007 года защищает цвета национальной сборной Азербайджана. Был приглашён на игры против Финляндии и Бельгии в рамках отборочного турнира Евро-2008. Также играл в квалификационных матчах ЧМ-2010.

## Карьера

### Клуб
Усим Ндука начал играть в футбол в Нигерии за молодежные сборные. В 2004 году он подписал однолетний контракт c AZAL PFC. На следующий сезон Усим продлил контракт и дебютировал в азербайджанской Премьер-Лиге. С тех пор Ндука играет за AZAL PFC, став самым титулованным игроком с более чем 200 играми.
В июле 2013 года, после 208 матчей за AZAL, Усим перешел в команду Первой лиги TFF «Tavşanlı Linyitspor» по однолетнему контракту. Проведя всего шесть месяцев в Турции, футболист подписал шестимесячный контракт с Симургом 25 января 2014 года.